# Fields End
Fields End – wieś w Anglii, w hrabstwie Hertfordshire, w dystrykcie Dacorum. Leży 30 km na zachód od miasta Hertford i 39 km na północny zachód od centrum Londynu.